# Côte du Golfe

Les États qui encadrent le golfe du Mexique sont en rouge.

La région de la côte du Golfe (en anglais Gulf Coast) des États-Unis comporte les côtes des États américains qui encadrent le golfe du Mexique. Les cinq États que sont (de l'ouest à l'est) le Texas, la Louisiane, le Mississippi, l'Alabama, et la Floride sont ainsi nommés des États de la Côte du Golfe ou simplement les États du Golfe. Tous ces États font également partie de la plus grande région du Sud américain. Les cinq États bordant le golfe du Mexique regroupent plus de 60 millions d'habitants (1 Américain sur 5 environ).
L'économie de la région est dominée par des industries liées à l'énergie, à la pétrochimie, à la pêche, à l'aérospatiale, à l'agriculture et au tourisme. Les grandes villes côtières sont (d'ouest en est) McAllen, Brownsville, Corpus Christi, Houston, Galveston, Beaumont, Lac Charles, Lafayette, Baton Rouge, Nouvelle-Orléans, Gulfport, Biloxi, Mobile, Pensacola, Saint-Pétersbourg, Tampa, et la plus au sud, Sarasota. 

## Géographie
La côte du Golfe est faite de nombreuses criques, baies et lagunes. Elle est découpée par nombreux fleuves, dont le plus important est le Mississippi. Une grande partie est, ou était, constituée de marais. La plaine côtière s'étend du sud du Texas au Panhandle de Floride, tandis que les parties occidentales de la côte du Golfe sont composées de nombreuses îles barrières et péninsules, y compris les 210 km de Île Padre le long de la côte du Texas. Ces reliefs protègent de nombreuses baies et criques qui offrent une barrière aux vagues venant de la mer. La partie centrale, de l'est du Texas à la Louisiane, se compose principalement de marais. La partie orientale de la côte du Golfe, principalement en Floride, est parsemée de nombreuses baies et criques.

### Climat
Le climat de la côte du Golfe est humide subtropical, bien que la pointe sud-ouest de la Floride, comme Everglades City, dispose d'un climat tropical. Une grande partie de l'année est chaude, tandis que les trois mois d'hiver apportent des périodes de temps frais (ou plus rarement, froid) mélangé avec des températures douces. La région est vulnérable aux ouragans ainsi qu'aux inondations et orages violents. Juillet et août sont les mois les plus humides en raison de la combinaison des orages d'été produits par la chaleur et l'humidité implacables, et les systèmes météorologiques tropicaux (dépressions tropicales, tempêtes tropicales et ouragans), tandis que l'hiver et les précipitations au début du printemps peuvent également être lourds. Cependant, le centre et le sud de la péninsule de Floride et le sud du Texas ont une saison sèche d'hiver prononcée, comme à Tampa et Fort Myers, en Floride. Sur la côte centrale et méridionale du Texas, l'hiver, le début du printemps et le milieu de l'été sont nettement plus secs, et septembre est le mois le plus humide en moyenne (comme à Corpus Christi et Brownsville). Les tornades sont peu fréquentes sur la côte, mais se produisent plus fréquemment à l'intérieur des terres. 

## Activités économiques

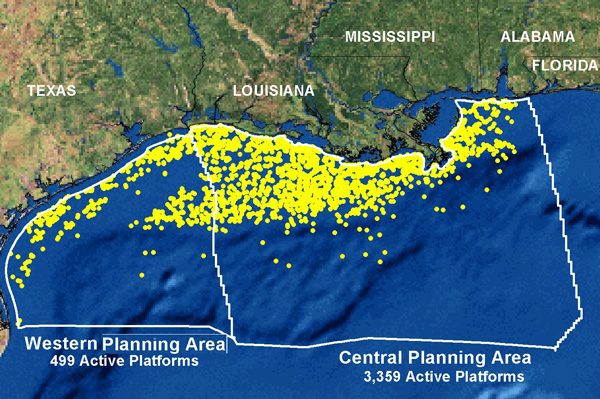
carte des plateformes de pétrole et de gaz dans le golfe du Mexique en 2006

La région est un centre majeur de l'activité économique. Les marais le long des côtes de la Louisiane et du Texas fournissent des aires de reproduction et des pépinières pour la vie océanique qui animent les industries de la pêche et de la crevette. Les ports de la Nouvelle-Orléans et de Houston sont parmi les dix ports les plus fréquentés dans le monde en volume de fret. En 2004, sept des dix ports les plus achalandés des États-Unis se trouvent sur la côte du Golfe.
La découverte de gisements de pétrole et de gaz le long de la côte et au large, combinée à un accès facile au transport maritime, ont fait de la région du Golfe le cœur de l'industrie pétrochimique américaine. La côte contient près de 4 000 plates-formes pétrolières.
Outre ce qui précède, la région présente d'autres industries importantes, y compris l'aérospatiale et la recherche biomédicale, ainsi que des activités économiques plus anciennes telles que l'agriculture et - surtout à partir des années 1920 et la croissance de la consommation aux États-Unis - le tourisme.

## Historique

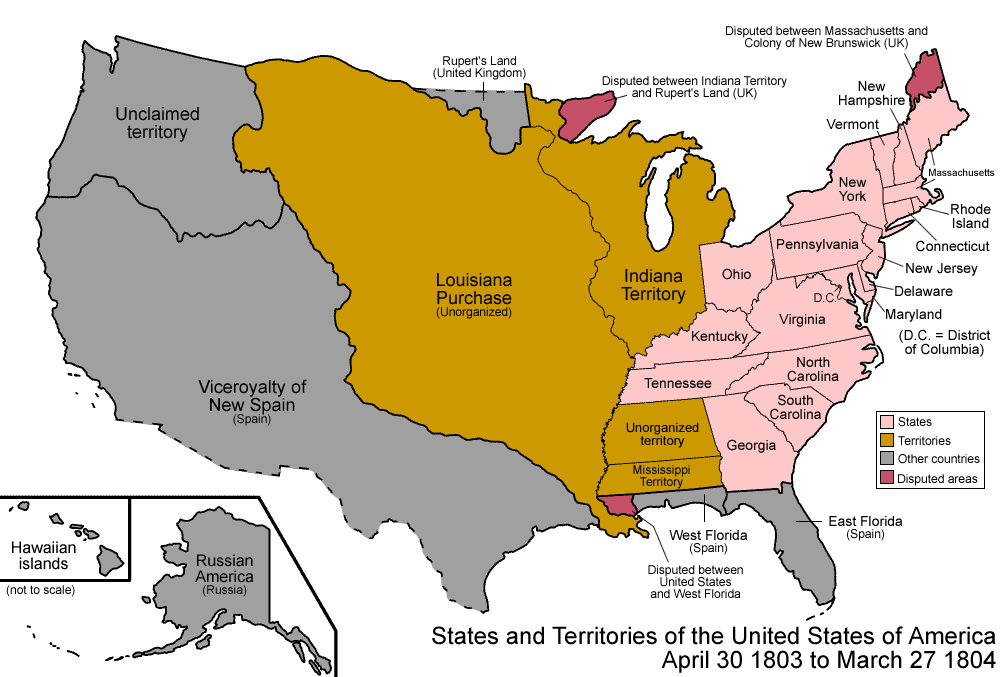
carte de l'achat de la Louisiane

Les premiers Européens à s'installer sur la côte du Golfe ont été les Français et les Espagnols. L'achat de la Louisiane, le traité d'Adams-Onís, puis la révolution texane ont fait de la région une possession des États-Unis au cours de la première moitié du XIXe siècle. La côte du golfe devint un intérêt naturel pour le Sud en donnant accès aux voies maritimes et au commerce national et international. Le développement de la production de sucre et de coton a permis au Sud de prospérer. Au milieu du XIXe siècle, la ville de la Nouvelle-Orléans, située comme une clé du commerce sur le fleuve Mississippi, était devenue la plus grande ville des États-Unis hors la côte atlantique et la quatrième pour l'ensemble des aux États-Unis.
Deux événements majeurs ont marqué l'histoire de la région. Le premier a été la guerre de Sécession qui a causé de graves dommages à certains secteurs économiques dans le Sud. Le deuxième a été l'ouragan Galveston de 1900. À la fin du XIXe siècle, Galveston était, avec la Nouvelle-Orléans, l’une des villes les plus développées de la région. La ville possédait le troisième port le plus fréquenté des États-Unis et son quartier financier était connu sous le nom de Wall Street du Sud. L'ouragan a détruit la ville qui n'a jamais retrouvé sa gloire d'antan.

### Ouragans
Depuis lors, la côte du Golfe a été frappée par de nombreux autres ouragans, notamment le 29 août 2005, l'ouragan Katrina. Il s'agit de la tempête la plus dévastatrice de l’histoire des États-Unis, causant plus de 80 milliards de dollars de dommages et faisant plus de 1 800 morts. Encore une fois en 2008, la côte a été frappée par un ouragan catastrophique. En raison de son immense taille, l'ouragan Ike a causé la dévastation de la côte de la Louisiane et de la région du Texas près de Corpus Christi. En outre, Ike a causé des inondations et des dommages importants le long de la côte du Mississippi et la Floride Panhandle.
La côte du golfe est très peuplée. L’industrie pétrochimique, lancée avec les découvertes de pétrole au Texas et dans les eaux du Golfe, a été un puissant vecteur de développement. Le Texas en particulier a énormément bénéficié de cette industrie au cours du XXe siècle. La Floride s'est également développée, en grande partie grâce à son industrie touristique établie de longue date, mais aussi par sa position de porte d’entrée vers les Caraïbes et l'Amérique latine. En 2006, ces deux États sont respectivement les deuxième et quatrième États les plus peuplés du pays. 

## Source
- (en) Cet article est partiellement ou en totalité issu de l’article de Wikipédia en anglais intitulé « Côte du Golfe des États-Unis » (voir la liste des auteurs).